# Альпийский корпус (Германская империя)
Альпийский корпус (нем. Deutsches Alpenkorps) — формирование (корпус, соединение) горных войск германской армии Вооружённых сил Германской империи, существовавшее во время Первой мировой войны. 
Альпийский корпус считался одним из наиболее боеспособных корпусных соединений немецкой армии в Первой мировой войне.
После окончания войны Альпийский корпус был распущен. Альпийский корпус стал первым формированием специализированных горных войск в немецкой армии. Традиции Альпийского корпуса произвели большое влияние на подобные формирования в Вооружённых силах Германии последующих периодов (рейхсвере и вермахте). Например, Эдельвейс, ставший символом Альпийского корпуса, использовался и горными войсками вермахта, и западнонемецкой армией после Второй мировой войны.

## Формирование
После тяжёлых боёв с французскими горными войсками в Вогезах во время Пограничного сражения, германское командование принимает решение сформировать собственные подразделения горных стрелков. В ноябре 1914 года были созданы два батальона из баварцев. В течение 1915 года из нескольких баварских батальонов был создан Альпийский корпус в немецкой армии. Эти баварские батальоны вместе с баварским лейб-пехотным полком стали основой Альпийского корпуса. Помимо этого корпус был усилен артиллерийскими, пулемётными и другими частями и подразделениями. Альпийский корпус был создан 18 мая 1915 года, в составе корпуса были две бригады. Командующим назначен генерал Конрад Крафт фон Деллменсинген.

## Боевой путь

### Доломитовые Альпы
После формирования корпус был направлен в Доломитовые Альпы, где оборонял участок австрийской границы и не участвовал в боевых действиях. После вступления Италии в войну на стороне Антанты подразделения корпуса несколько раз отбивали атаки итальянских горных войск Alpini. Однако затем австрийские войска стали в состоянии обороняться самостоятельно, и Альпийский корпус вскоре был переброшен на Западный фронт. В это время эдельвейс стал символом Альпийского корпуса.

### Сербия

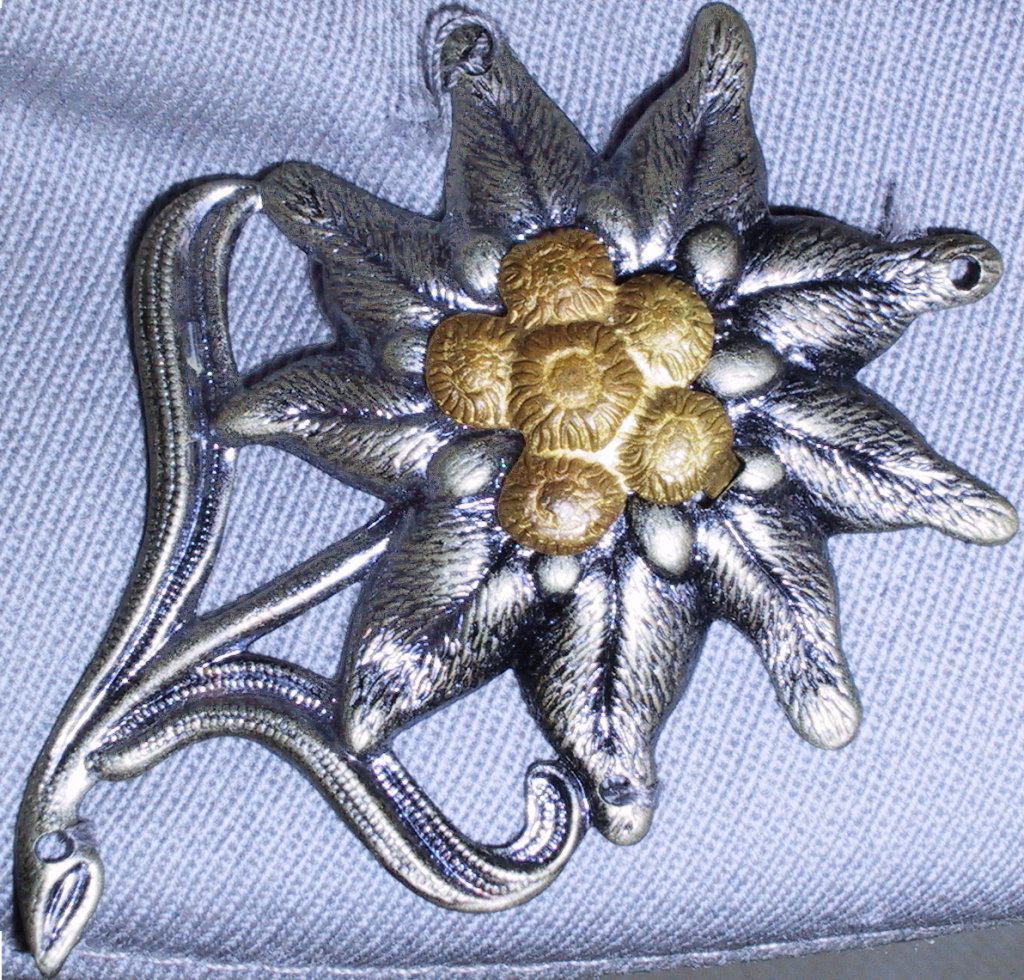
Эдельвейс альпийский — символ горных войск Германии.

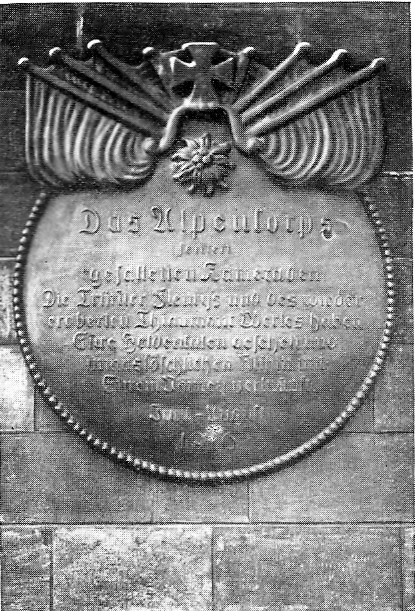
Налет на памятник возведен в Azannes августа 1916

Пробыв на Западном фронте всего неделю, Альпийский корпус был направлен в Сербию для участия в операциях против сербской армии. После успешного наступления против сербских армий альпийцы остались на территории Сербии до конца 1915 года.

### Верден
В марте 1916 года Альпийский корпус перебрасывается на Западный фронт. В июне 1916 года части корпуса участвуют в ожесточённых боях за Верден. Полки Альпийского корпуса потеряли до 70 % личного состава в ходе боёв за форты Во и Флёр крепости Верден. После этих тяжелейших потерь Альпийский корпус был направлен в тыл на переформирование.

### Румыния
После того как Румыния вступила в войну на стороне Антанты в августе 1916 года, Альпийский корпус был направлен для участия в операции против румынской армии. Участвовал в Бухарестском сражении. В ходе боевых действий в горах Румынии Баварский лейб-пехотный полк понёс потери. После успешного завершения операции в Румынии Альпийский корпус остался здесь до апреля 1917 года. После чего был опять переброшен на Западный фронт. В августе 1917 года части Альпийского корпуса вновь прибыли в Румынию, где приняли участие в отражение Июньского наступления русской армии.

### Капоретто
В сентябре 1917 года Альпийский корпус прибыл на Итальянский фронт для участия в масштабном наступлении. Альпийский корпус активно участвует в боях с итальянской армией у Капоретто. В итоге австро-немецкие войска нанесли тяжёлое поражение итальянцам.

### Франция
На Западный фронт Альпийский корпус был переброшен в 1918 году. В ходе весеннего наступления части Альпийского корпуса сражались в Пикардии и на Лисе. Также части корпуса воевали во время всеобщего наступления войск Антанты. В октябре 1918 года корпус был вновь переброшен на Балканы, где и закончил войну.

## Персоналии
Известные люди, служившие в Альпийском корпусе:
- Генрих Баварский
- Белов, Эрнст фон
- Лёвенхардт, Эрих
- Паулюс, Фридрих Вильгельм Эрнст
- Роммель, Эрвин
- Шёрнер, Фердинанд
- Эпп, Франц Ксавер фон